# Greatest Hits (Queen-Album)
Greatest Hits ist das erste Kompilationsalbum der britischen Rockgruppe Queen. Es erschien im November 1981 und wurde ihr kommerziell erfolgreichstes Album. Mit mehr als 31 Millionen verkauften Exemplaren gehört es zu den weltweit meistverkauften Musikalben.

## Das Album
Greatest Hits enthält die erfolgreichsten Singles aus dem ersten Jahrzehnt der Bandkarriere; von 1973 bis 1980 waren neun der insgesamt 15 Queen-Studioalben erschienen.
Das Album beginnt mit den beiden größten Single-Hits der Band – Bohemian Rhapsody und Another One Bites the Dust – und endet, wie die Konzerte, mit We Will Rock You und We Are the Champions. Mehr als bei den Studioalben dominieren auf Greatest Hits die Stücke von Freddie Mercury, da seine Kompositionen insbesondere bei den jeweils ersten Single-Auskopplungen der einzelnen Alben überproportional vertreten waren. Einzig von Roger Taylor ist kein Stück enthalten: Bis zur Veröffentlichung von Greatest Hits war keiner seiner damals noch von ihm selbst gesungenen Titel als Queen-Single erschienen.
Von diesem Album gibt es zahlreiche unterschiedliche LP-Ausgaben, deren Titelliste an die jeweiligen Länder leicht angepasst wurde. Die parallel zu Greatest Hits veröffentlichte Single Under Pressure (zusammen mit David Bowie) ist in der britischen Albumfassung nicht enthalten.
Mit mehr als 31 Millionen verkauften Exemplaren zählt Queens Greatest Hits zu den weltweit meistverkauften Alben. Platz eins der Charts belegte es u. a. in Großbritannien, Deutschland, in den Niederlanden und in Österreich. Mit sieben Millionen verkauften Exemplaren ist es das meistverkaufte Album aller Zeiten in Großbritannien. Es erreichte 11-fachen Platin-Status und war 953 Wochen in den britischen Charts vertreten. Auch in den USA ist Greatest Hits Queens kommerziell erfolgreichstes Album. 2011 wurden das Box-Set und separat die drei einzelnen Alben daraus als digital remastered Version veröffentlicht.
Die Fotografien auf dem Cover und auf der Innenhülle stammen von Snowdon. Wie bei der Auswahl der Stücke unterscheiden sich die einzelnen Fassungen teils auch bei der Covergestaltung, was insbesondere für die ursprünglich im deutschsprachigen Raum erschienene LP-Ausgabe des Albums gilt.
Nachdem die beiden ergänzenden Kompilationen Greatest Hits II (1991) und Greatest Hits III (1999) erschienen waren, kam es in der Folge jeweils zu gemeinsamen Boxsets mit dem ersten Hits-Album: Greatest Hits I & II wurde 1994 und The Platinum Collection (Greatest Hits I, II & III) im Jahr 2000 veröffentlicht. Eine Videoclip-Zusammenstellung Greatest Flix I und Greatest Flix II erschien jeweils einzeln sowie 1992 zusammen mit vier auf Video bisher unveröffentlichten Stücken unter dem Titel Box of Flix – Queen’s Greatest Hits als Doppel-VHS bzw. 1998 (ohne Bonus-Tracks) unter dem Titel Greatest Flix I & II als Doppel-Video-CD.

## Titelliste

### Britische bzw. CD-Ausgabe
Die folgende Titelliste der britischen LP-Ausgabe ist identisch mit der späteren, in fast allen Ländern einheitlichen CD-Veröffentlichung des Albums:
LP-Seite 1:
1. Bohemian Rhapsody (Mercury) – 5:56 → A Night at the Opera, 1975
2. Another One Bites the Dust (Deacon) – 3:34 → The Game, 1980
3. Killer Queen (Mercury) – 3:00 → Sheer Heart Attack, 1974
4. Fat Bottomed Girls (May) – 3:22, Single-Version → Jazz, 1978
5. Bicycle Race (Mercury) – 3:01 → Jazz, 1978
6. You’re My Best Friend (Deacon) – 2:50 → A Night at the Opera, 1975
7. Don’t Stop Me Now (Mercury) – 3:29 → Jazz, 1978
8. Save Me (May) – 3:46 → The Game, 1980

LP-Seite 2:
1. Crazy Little Thing Called Love (Mercury, 1979) – 2:41 → The Game, 1980
2. Somebody to Love (Mercury) – 4:55 → A Day at the Races, 1976
3. Now I’m Here (May) – 4:13 → Sheer Heart Attack, 1974
4. Good Old-Fashioned Lover Boy (Mercury) – 2:53 → A Day at the Races, 1976
5. Play the Game (Mercury) – 3:31 → The Game, 1980
6. Flash (May) – 2:46, Single-Version → Flash Gordon, 1980
7. Seven Seas of Rhye (Mercury) – 2:48 → Queen II, 1974
8. We Will Rock You (May) – 2:00 → News of the World, 1977
9. We Are the Champions (Mercury) – 2:59 → News of the World, 1977

Diese Auswahl umfasst die 15 bis dahin in den britischen Charts bestplatzierten Queen-Singles, wobei We Are the Champions / We Will Rock You und Fat Bottomed Girls / Bicycle Race jeweils gemeinsam auf einer Single veröffentlicht wurden. Die enthaltenen Single-Mixe von Fat Bottomed Girls und Flash unterscheiden sich deutlich von den auf den jeweiligen Studioalben erschienenen Versionen.

### Ausgaben in anderen Ländern
Von der Greatest Hits-LP gibt es zahlreiche unterschiedliche, an die jeweiligen Länder angepasste Fassungen. Im Folgenden sind exemplarisch einige der Abweichungen von der britischen Ausgabe angeführt. Im deutschsprachigen Raum sind als zusätzlicher siebter Track Spread Your Wings (Deacon) und in einer weiteren Auflage stattdessen als neunter Titel Under Pressure (Queen/Bowie) enthalten. Die lediglich 14 Stücke umfassende USA/Kanada-Ausgabe beinhaltet die Singles Keep Yourself Alive (May) und Under Pressure, während beispielsweise einige in Bulgarien veröffentlichte LP-Fassungen mit Death on Two Legs (Mercury) und Sweet Lady (May) zwei Lieder enthalten, die nie als Singles erschienen waren.
Im Zuge des Erfolgs des 1992 in den Vereinigten Staaten veröffentlichten Kompilationsalbum Classic Queen (dem US-Äquivalent von Greatest Hits II) brachte Hollywood Records im selben Jahr das Album Greatest Hits neu heraus. Das rote Cover ist an jenes von Classic Queen angelehnt. Im Gegensatz zur herkömmlichen CD-Ausgabe enthält diese US-Neuauflage statt Bohemian Rhapsody (das auf Classic Queen vertreten ist) und Flash die beiden Lieder I Want to Break Free und Body Language, das als Single in den USA im Gegensatz zu Großbritannien relativ erfolgreich gewesen war.

## Kommerzieller Erfolg

### Chartplatzierungen
| ChartsChartplatzierungen       | Höchstplatzierung | Wochen |
| ------------------------------ | ----------------- | ------ |
| Deutschland (GfK)              | 1 (219 Wo.)       | 219    |
| Österreich (Ö3)                | 1 (113 Wo.)       | 113    |
| Schweiz (IFPI)                 | 5 (185 Wo.)       | 185    |
| Vereinigtes Königreich (OCC)   | 1 (… Wo.)         | …      |
| Vereinigte Staaten (Billboard) | 8 (… Wo.)         | …      |

| ChartsJahrescharts (1982)      | Platzierung |
| ------------------------------ | ----------- |
| Deutschland (GfK)              | 43          |
| Österreich (Ö3)                | 18          |
| Vereinigte Staaten (Billboard) | 100         |

| ChartsJahrescharts (1992) | Platzierung |
| ------------------------- | ----------- |
| Deutschland (GfK)         | 2           |
| Österreich (Ö3)           | 7           |
| Schweiz (IFPI)            | 3           |

| ChartsJahrescharts (1993)      | Platzierung |
| ------------------------------ | ----------- |
| Vereinigte Staaten (Billboard) | 60          |

| ChartsJahrescharts (1995)      | Platzierung |
| ------------------------------ | ----------- |
| Vereinigte Staaten (Billboard) | 157         |

| ChartsJahrescharts (2015)      | Platzierung |
| ------------------------------ | ----------- |
| Vereinigte Staaten (Billboard) | 171         |
| Vereinigtes Königreich (OCC)   | 77          |

| ChartsJahrescharts (2016)    | Platzierung |
| ---------------------------- | ----------- |
| Vereinigtes Königreich (OCC) | 69          |

| ChartsJahrescharts (2017)    | Platzierung |
| ---------------------------- | ----------- |
| Vereinigtes Königreich (OCC) | 68          |

| ChartsJahrescharts (2018)      | Platzierung |
| ------------------------------ | ----------- |
| Vereinigte Staaten (Billboard) | 96          |
| Vereinigtes Königreich (OCC)   | 40          |

| ChartsJahrescharts (2019)      | Platzierung |
| ------------------------------ | ----------- |
| Schweiz (IFPI)                 | 57          |
| Vereinigte Staaten (Billboard) | 27          |
| Vereinigtes Königreich (OCC)   | 81          |

| ChartsJahrescharts (2020)      | Platzierung |
| ------------------------------ | ----------- |
| Vereinigte Staaten (Billboard) | 25          |
| Vereinigtes Königreich (OCC)   | 8           |

| ChartsJahrescharts (2021)      | Platzierung |
| ------------------------------ | ----------- |
| Deutschland (GfK)              | 61          |
| Österreich (Ö3)                | 73          |
| Schweiz (IFPI)                 | 70          |
| Vereinigte Staaten (Billboard) | 23          |
| Vereinigtes Königreich (OCC)   | 5           |

| ChartsJahrescharts (2022)      | Platzierung |
| ------------------------------ | ----------- |
| Vereinigte Staaten (Billboard) | 31          |
| Vereinigtes Königreich (OCC)   | 11          |

| ChartsJahrescharts (2023)      | Platzierung |
| ------------------------------ | ----------- |
| Vereinigte Staaten (Billboard) | 33          |
| Vereinigtes Königreich (OCC)   | 20          |

| ChartsJahrescharts (2024)      | Platzierung |
| ------------------------------ | ----------- |
| Vereinigte Staaten (Billboard) | 47          |
| Vereinigtes Königreich (OCC)   | 25          |

### Auszeichnungen für Musikverkäufe
| Land/Region                  | Auszeichnungen für Musikverkäufe (Land/Region, Auszeichnung, Verkäufe) | Verkäufe    |
| ---------------------------- | ---------------------------------------------------------------------- | ----------- |
| Australien (ARIA)            | 15× Platin                                                             | 1.050.000   |
| Argentinien (CAPIF)          | 3× Platin                                                              | 180.000     |
| Brasilien (PMB)              | Platin                                                                 | 250.000     |
| Deutschland (BVMI)           | 7× Gold                                                                | 1.750.000   |
| Europa (IFPI)                | 5× Platin                                                              | (5.000.000) |
| Finnland (IFPI)              | Platin                                                                 | 55.058      |
| Frankreich (SNEP)            | 2× Platin                                                              | 200.000     |
| Italien (FIMI)               | 2× Platin                                                              | 100.000     |
| Hongkong (IFPI/HKRIA)        | Gold                                                                   | 10.000      |
| Japan (RIAJ)                 | Gold                                                                   | 100.000     |
| Kanada (MC)                  | 3× Platin                                                              | 300.000     |
| Neuseeland (RMNZ)            | Platin · + 10× Platin (Remastered)                                     | 165.000     |
| Niederlande (NVPI)           | Platin                                                                 | 100.000     |
| Österreich (IFPI)            | 4× Platin                                                              | 200.000     |
| Polen (ZPAV)                 | Gold                                                                   | 10.000      |
| Portugal (AFP)               | Gold                                                                   | 7.500       |
| Schweden (IFPI)              | Gold                                                                   | 50.000      |
| Schweiz (IFPI)               | 5× Platin                                                              | 250.000     |
| Spanien (Promusicae)         | Gold                                                                   | 50.000      |
| Vereinigte Staaten (RIAA)    | 9× Platin (1981) · + 5× Platin (1992)                                  | 14.000.000  |
| Vereinigtes Königreich (BPI) | 25× Platin                                                             | 7.500.000   |
| Insgesamt                    | 7× Gold · 95× Platin ·                                                 | 26.327.558  |

Hauptartikel: Queen (Band)/Auszeichnungen für Musikverkäufe
Am 3. Juni 2022 erreichte Greatest Hits als drittes Album überhaupt die 1000. Woche in den britischen Albumcharts.